# Phyllastrephus hypochloris
Phyllastrephus hypochloris é uma espécie de ave da família Pycnonotidae.
Pode ser encontrada nos seguintes países: República Democrática do Congo, Quénia, Sudão, Tanzânia e Uganda.
Os seus habitats naturais são: florestas subtropicais ou tropicais húmidas de baixa altitude.